# دونالد بيتر دافيسون
دونالد بيتر دافيسون (بالإنجليزية: Donald Angus Davison)‏ هو عسكري أمريكي، ولد في 26 أكتوبر 1892، وتوفي في 6 مايو 1944.